# إيزابيل كايف
إيزابيل كايف (بالإنجليزية: Isabel Kaif)‏ هي ممثلة وعارضة أزياء بريطانية من أصول هونغ كونغية، وُلدت في 22 مارس 1986 في هونغ كونغ البريطانية. بدأت مسيرتها كعارضة أزياء في سن الرابعة عشرة، ثم اتجهت إلى التمثيل، حيث شاركت في الفيلم الكندي "دكتور كابي". كما قامت بإنتاج فيلم بالتعاون مع نجم بوليوود الشهير سلمان خان. إيزابيل هي الشقيقة الصغرى لممثلة بوليوود المعروفة كاترينا كايف. وقد انتشرت شائعات حول مشاركتها في أفلام إباحية، لكنها نفت ذلك.

## وصلات خارجية
- إيزابيل كايف على موقع IMDb (الإنجليزية)
- إيزابيل كايف على موقع أول موفي (الإنجليزية)
- إيزابيل كايف على موقع قاعدة بيانات الفيلم (الإنجليزية)
- إيزابيل كايف على موقع كينوبويسك (الروسية)